# Vito Mannone
Vito Mannone (født d. 2. marts 1988) er en italiensk professionel fodboldspiller, som spiller for Ligue 1-klubben AS Monaco.

## Klubkarriere

### Arsenal og låneaftaler
Manonne kom fra Arsenals ungdomsakademi, og spillede i mange år i klubben, dog som reservespiller.
I sin tid i Arsenal havde han låneaftaler til Barnsley og Hull City.

### Sunderland
Mannone skiftede i juli 2013 til Sunderland.

### Reading og låneaftale
Mannone skiftede i juli 2017 til Reading.
Mannon blev i sin tid hos Reading udlånt til Minnesota United og Esbjerg.

### Monaco
Mannone skiftede i september 2020 til Monaco.

## Landsholdskarriere
Mannone har spillet for Italiens U/21-landshold.